# 恩菲爾德鎮區 (北卡羅萊納州哈利法克斯縣)
恩菲爾德鎮區（英語：Enfield Township）是位於美國北卡羅萊納州哈利法克斯縣的一個鎮區。

## 地方資料
恩菲爾德鎮區的面積為325.82平方千米，皆為陸地。根據2020年美國人口普查的數據，當地共有人口4591人，而人口密度為每平方千米14.09人。